# Лебідь (село)
Ле́бідь (до 1939 — колонія) — село в Україні, у Звягельському районі Житомирської області. Населення становить 2 особи. Входить до складу Ємільчинської селищної громади.

## Історія
У 1906 році колонія Емільчинської волості Новоград-Волинського повіту Волинської губернії. Відстань від повітового міста 60 верст, від волості 16. Дворів 57, мешканців 495.